# SECカーボン
SECカーボン株式会社（エスイーシーカーボン、英文社名: SEC Carbon, Ltd.）は、兵庫県尼崎市潮江に本社を置く日本の独立系炭素製品の大手メーカー。JPX日経中小型株指数の構成銘柄の一つ。

## 概要
SECとは設立当時の「昭和電極株式会社（Showa Electrode Corporation）」の略称である。日本国外からはセックカーボン、セックと略して呼ばれることがある。アルミニウム製錬用の黒鉛電極においての世界シェアは5割とほぼ独占的なシェアを誇る。
内陸型工業団地としては日本国内有数の長田野工業団地に工場を構える。その敷地面積は団地内最大の広さを誇り、約50haにも及び、東京ディズニーランド（約51ha）や東京ディズニーシー（約49ha）とほぼ同等の広さである。売り上げのほとんどを占める人造黒鉛電極と、アルミニウム製錬用人造黒鉛電極はここで生産されている。他にも岡山県岡山市にも工場を構えているが、主に炭素製品の加工品を取り扱う。しかし工場の規模は小さく、売り上げも京都工場よりは低い。
販売先の約5割が海外であるため、経営には円高や円安に大きく左右される。
なお、大谷竹次郎は美術コレクションと自宅敷地を西宮市に寄贈した、西宮市大谷記念美術館がある。

## 沿革
- 1934年（昭和9年）10月 - アーク炉用の電極製造を目的として兵庫県西宮市に昭和電極株式会社を設立（資本金200万円）。
- 1945年（昭和20年）6月 - 全ての工場が戦災により焼失する。
- 1946年（昭和21年）2月 - 工場を再建すると同時に、現在の主力製品の一つである人造黒鉛電極の製造を開始する。
- 1956年（昭和31年）5月 - 各種炭素製品の販売加工等を目的として、東邦カーボン株式会社設立（現・連結子会社）。
- 1963年（昭和38年）7月 - 株式を大阪店頭銘柄に登録。
- 1971年（昭和46年）4月 - 鳴尾工場を西宮工場に呼称変更
- 1972年（昭和47年）5月 - 京都工場建設着手。
- 1974年（昭和49年）
  - 8月 - 本社を兵庫県尼崎市御園町に移転。
  - 10月 - 京都工場が完成。西宮工場操業停止、全面移転完了。
- 1984年（昭和59年）
  - 7月 - 商号を株式会社エスイーシーに変更。
  - 11月 - 大阪証券取引所第2部に上場。
- 1986年（昭和61年）12月 - 協和カーボン株式会社と合併。合併により岡山工場を引き継ぎ、アルミニウム製錬用炭素製品及び特殊炭素製品の製造を開始。
- 1992年（平成4年）9月 - 岡山工場西大寺（加工工場）稼動。
- 1999年（平成11年）9月 - 岡山工場牛窓の生産停止。
- 2006年（平成18年）10月 - 商号をSECカーボン株式会社に変更。
- 2009年（平成21年）1月 - 本社を現在地（兵庫県尼崎市潮江）に移転。
- 2013年（平成25年）7月 - 大阪証券取引所と東京証券取引所の現物株市場統合に伴い、東京証券取引所第2部に上場。

## 歴代社長
- 大谷米太郎
- 大谷竹次郎 - 米太郎の弟（1895−1971没[3]）
- 大谷勇 - 竹次郎の養子
- 山門樹一
- 大谷民明
- 中島耕

## 主な製品
- 人造黒鉛電極 - SECカーボンの主力製品の一つで、主に鉄のスクラップを溶解および精錬する際に電極となる黒鉛棒のこと。
- アルミニウム製錬用電極 - 人造黒鉛電極に次ぐ主力製品。炭素は製錬する際に陰極（カソード）に使われるため、カソードブロックと呼ばれる。
- 特殊炭素製品
- 高純度黒鉛粉末 - SECカーボンの高純度黒鉛粉末はファインパウダーと呼ばれ、純度は99.9%～99.999%と幅広い純度のものまで取り扱っている。
  - 人造黒鉛パウダー
  - 天然黒鉛パウダー
  - カーボンパウダー

## 事業所
- 本社 - 兵庫県尼崎市潮江
- 東京事務所 - 東京都中央区日本橋

工場
- 京都工場 （京都府福知山市長田野町）- ほとんどの主力製品はここで生産される。長田野工業団地内に所在するが、その広さは団地内トップである。また使用電力は京都府下において、一番多い。
- 岡山工場 （岡山県岡山市東区正儀）- 京都工場以外の加工炭素製品はここで生産される。

営業所
- 名古屋営業所： 愛知県名古屋市中区丸の内

## 取引先例
ほとんどが金属を製錬したり、電池を製造するメーカーである。
- AGCセラミックス株式会社
- 住友商事株式会社
- 日本製鉄株式会社
- 日立化成株式会社
- パナソニック株式会社 エナジー社
- 三菱商事株式会社

## 主要取引銀行
- 日本政策投資銀行
- 株式会社三菱UFJ銀行
- 株式会社みずほコーポレート銀行
- 株式会社京都銀行

## 同業他社
- 東海カーボン株式会社
- 日本カーボン株式会社
- 東洋炭素株式会社
- 昭和電工株式会社